# Numéro de registre national
Le numéro de registre national ou numéro d'identification du registre national ou numéro national (N.N.) en Belgique est un identifiant unique et personnel composé de 11 chiffres. Ce numéro est repris sur la carte d'identité belge.

## Composition
Les 6 premières positions forment la date de naissance sous la forme AA/MM/JJ (année, mois, jour). Par exemple, pour une personne née le 30 juillet 1985, les 6 premiers chiffres de son numéro national sont donc 85.07.30.
Lorsque la date de naissance est incomplète, par exemple pour les personnes qui ne sont pas en mesure de prouver par un acte leur date de naissance complète au niveau de l'administration communale et du registre national, les deux premiers chiffres indiquent l’année de naissance, les troisième, quatrième, cinquième et sixième chiffres sont représentés par le chiffre zéro (exemple : 40 00 00 955-79). Lorsque la date de naissance est inconnue, les cinq premiers chiffres de la date de naissance sont représentés par le chiffre zéro et le sixième chiffre est un (exemple : 00 00 01 003-64).
Les 3 positions suivantes constituent le compteur journalier des naissances. Il existe un compteur journalier par sexe, ce nombre étant pair pour les femmes et impair pour les hommes. Lorsque la date de naissance est incomplète, le numéro d’ordre est constitué par le rang d’inscription de la personne dans l’année de naissance, lorsque, dans ce cas, tous les numéros de série ont été utilisés (de 001 à 997 pour les hommes, par exemple), l’ordinateur utilise comme premier groupe un jour de naissance égal à 01 et recommence le radical à 001 (exemple : 40 00 01 001-33).
Les 2 dernières positions constituent le chiffre de contrôle. Ce chiffre de contrôle est une suite de 2 chiffres formant un nombre compris entre 01 et 97. Ce nombre est égal à 97 moins le reste de la division par 97 du nombre formé (modulo de 97)(le reste de la division est un chiffre non divisible par 97, et donc inférieur à 97 dans ce cas. Par exemple pour 98 cela serait 1, pour 99 cela serait 2, pour 100 cela serait 3 ou pour 195 cela serait 1) :
- soit par les 9 premiers chiffres du numéro national pour les personnes nées avant le 1er janvier 2000 ;
  - ex : 850730 033 donne 97 - (850730033 mod 97) = 97 - 69 = 28 donc le numéro national est 85 07 30 033 28
- soit par le chiffre 2 suivi des 9 premiers chiffres du numéro national pour les personnes nées après le 31 décembre 1999.
  - ex : 170730 033 donne 97 - (2170730033 mod 97) = 97 - 13 = 84 donc le numéro national est 17 07 30 033 84

## Numéro de sécurité sociale
L'identifiant unique en matière de sécurité sociale, appelé Numéro d'Identification de la Sécurité Sociale (NISS) est en principe le même que celui de registre national. Cependant en diverses situations où il n'existe pas de numéro national (ex : travailleur frontalier), il peut être nécessaire d'attribuer un numéro de sécurité sociale spécifique : le numéro BIS. Celui-ci a une nomenclature équivalente au numéro de registre national, si ce n'est que le troisième et le quatrième chiffre indiquent le mois de naissance, augmenté de 40 si le sexe de la personne est connu au moment de l'attribution du numéro, ou augmenté de 20 si le sexe de la personne n'est pas connu au moment de l'attribution du numéro.